# Bujruk Basapur, Shiggaon
Bujruk Basapur là một làng thuộc tehsil Shiggaon, huyện Haveri, bang Karnataka, Ấn Độ.